# MARC
MARC je akronymem (používaným knihovní vědou) pro MAchine-Readable Cataloging, česky „Strojově čitelnou katalogizaci“. Standardy MARC sestávají z MARC formátů, které jsou standardy pro reprezentaci a komunikaci bibliografických a příbuzných informací ve strojově čitelné formě. Definují bibliografický datový formát vyvinutý počátkem šedesátých let dvacátého století Henriette Avramovou v Knihovně Kongresu. Poskytují protokol, kterým počítače vyměňují, zpracovávají a interpretují bibliografické informace. Jeho datové elementy vytvářejí základ pro většinu dnes používaných knihovních katalogů.
Struktura záznamu MARC je implementací standardu ISO 2709 známého také jako ANSI/NISO Z39.2. Datový obsah záznamů je definován jinými standardy jako například AACR2, LCSH nebo MeSH.
Budoucnost formátů MARC je předmětem diskuzí. Na jednu stranu jde o poměrně komplexní formát založený na zastaralé technologii, na druhou stranu neexistuje žádný alternativní bibliografický formát se stejným stupněm granularity. Velká uživatelská základna, miliardy záznamů v desítkách tisíců různých knihoven vytváří silnou setrvačnost v používání.

## MARC 21
MARC 21 je výsledkem kombinace kanadských formátů MARC a formátů používaných v USA. (USMARC and CAN/MARC). Je založen na ANSI standardu Z39.2 umožňující uživatelům různého programového vybavení komunikovat navzájem a vyměňovat bibliografická data. Byl navržen tak, aby redefinoval původní záznam MARC pro 21. století a udělal jej přístupnější mezinárodní knihovní komunitě.
Umožňuje využívat dvou znakových sad, jak sady MARC-8 tak Unicode kódované jako UTF-8. MARC-8 je založen na ISO 2022 a umožňuje použít hebrejské, arabské a řecké písmo, cyrilici a východoasijská písma. V kódování UTF-8 umožňuje použít všechny jazyky podporované normou Unicode.